# Dolmen du Perron
Le dolmen du Perron est un dolmen situé sur la commune de La Meilleraye-de-Bretagne dans le département de la Loire-Atlantique.

## Historique
Le dolmen est découvert en septembre 1880 par le docteur Louis Bureau, cousin de Pitre de Lisle qui fouilla rapidement le site en 1880 et 1881.

## Description
L'ensemble, désormais ruiné, s'étire selon un axe nord-ouest/sud-est sur environ une dizaine de mètres. Parmi une douzaine de blocs, on peut remarquer une grande table de couverture bosselée qui mesure 3 m de longueur sur 2,15 m de largeur couchée au sol. 
Pitre de Lisle mentionne n'avoir découvert que quelques fragments de charbon de bois.

## Folklore
Pitre de Lisle rapporte que les paysans voisins prétendent entendre la grosse pierre (la table) parfois sonner. Le dolmen a mauvaise réputation, on l'appelle la Pierre Criminelle et la Bête de Béré viendrait y rôder la nuit.